# Psychopathia sexualis
Psychopathia sexualis (Psicopatía del sexo) es una obra del psiquiatra alemán Richard von Krafft-Ebing, publicada en 1886, escrita con la intención de convertirse en una referencia forense para médicos y jueces, y también de evitar que fuese leído por aficionados, por lo que su estilo es muy especializado, como lo demuestran, entre otras cosas, la elección de un tecnicismo como título y la redacción de varios apartados en latín. A pesar de ello, llegó a ser muy popular y alcanzó varias ediciones y traducciones.
En la primera edición, de 1886, Krafft-Ebing dividió los desvíos sexuales en cuatro categorías:
- paradoxia o el deseo sexual experimentado en etapas de la vida "equivocadas", es decir, en la infancia o en la vejez;
- anesthesia, la escasez de deseo;
- hyperesthesia, el deseo excesivo;
- paraesthesia, el deseo sexual sobre un objeto "equivocado" (incluyó aquí la homosexualidad, el fetichismo, el sadismo, el masoquismo, la pederastia y otros).

Krafft-Ebing creía que el objetivo del deseo sexual era únicamente la procreación, y que cualquier forma de deseo que no tuviese como fin último a la misma era una perversión. La violación, por ejemplo, era un acto aberrante, pero no una perversión, ya que de ella podría derivarse el embarazo.[cita requerida]